# Asociación Europea de Mujeres en la Investigación Teológica
La Asociación Europea de Mujeres en la Investigación Teológica (ESWTR, por sus siglas en inglés) es una red de estudiosas de teología, ciencias religiosas y áreas afines, a nivel académico, creada el año 1986 en Magliaso, Suiza. La sociedad está formada por más de quinientos miembros de varios países europeos, incluyendo España que dispone alrededor de 40 miembros. Las socias se reúnen como mínimo cada dos años en una conferencia dedicada a un tema de actualidad en teología feminista. También se organizan encuentros, con periodicidad variable, de conferencias regionales y nacionales, así como de grupos de trabajo constituidos a partir de varias líneas temáticas o disciplinas académicas afines.
La ESWTR edita una publicación propia de periodicidad anual: ''El Anuario de la sociedad europea de mujeres en la investigación teológica'', iniciado en 1993 en tres idiomas: alemán, inglés y francés (desde la conferencia de 2008 en Nápoles el francés ha sido sustituido por el español). Esta publicación proporciona información sobre el desarrollo de la teología feminista en los diferentes países, así como artículos sobre temas de actualidad teológica enfocados mayoritariamente desde una perspectiva feminista.

## Conferencias realizadas
Lista de conferencias internacionales, de la ESWTR realizadas :
- 1987 Autonegació, autoconsciència (Helvoirt, Holanda).
- 1989 Imágenes de Dios (Arnoldshain, Alemania).
- 1991 Liberación de las mujeres (Brístol, Reino Unido).
- 1993 Identidad pronunciada: mujeres y tradiciones religiosas en Europa (Lovaina, Bélgica).
- 1995 Una casa común (Höör, Suecia).
- 1997 Fuentes de la teología feminista (Kolympari, Grecia).
- 1999 Tiempo - Utopía - Escatología (Hofgeismar, Alemania).
- 2001 Liberación al final? Por fin la liberación!. Teoría feminista, teología feminista implicaciones políticas (Salzburgo, Austria).
- 2003 Textos sagrados: autoridad y lenguaje (Soesterberg, Holanda).
- 2005 Construyendo puentes en la Europa plural. Fuentes, tradiciones, contextos e identidades (Budapest, Hungría).
- 2006 Congreso internacional para la celebración del aniversario de existencia de la ESWTR: Teología de mujeres para mujeres? Oportunidades y problemas de la retroconexión entre teología feminista y praxis (Graz, Austria).
- 2007 Construyendo comunidades vivas (Nápoles, Italia).
- 2009 En lucha con Dios (Winchester, Reino Unido).
- 2011 La teología feminista: escuchar, entender y dar respuesta en un mundo plural y secular, (Salamanca, España)
- 2013 Nuevos horizontes de resistencia y visión (Dresde, Alemania).
- 2015 en Tesalónica, Grecia.